# Lutte aux Jeux olympiques d'été de 1964
Navigation
Rome 1960 Mexico 1968
Les épreuves de lutte aux Jeux olympiques d'été de 1964 ont lieu au gymnase de Komazawa à Tokyo, du 11 au 19 octobre 1964. Deux disciplines sont au programme, la lutte libre (8 catégories masculines) et la lutte gréco-romaine (8 catégories masculines).
La lutte a été au programme de tous les Jeux olympiques d'été modernes, à l'exception de ceux de 1900.

## Lutte gréco-romaine
| Épreuves                    | Or                               | Argent                               | Bronze                                       |
| --------------------------- | -------------------------------- | ------------------------------------ | -------------------------------------------- |
| Poids mouche - 52 kg        | Tsutomu Hanahara Japon           | Angel Kerezov Bulgarie               | Dumitru Pirvulescu Roumanie                  |
| Poids coq, 52 - 57 kg       | Masamitsu Ichiguchi Japon        | Vladlen Trostyansky Union soviétique | Ion Cernea Roumanie                          |
| Poids plume, 57 - 63 kg     | Imre Polyák Hongrie              | Roman Rurua Union soviétique         | Branislav Martinovic Yougoslavie             |
| Poids légers, 63 - 70 kg    | Kâzım Ayvaz Turquie              | Valeriu Bularca Roumanie             | David Gvantseladze Union soviétique          |
| Poids mi-moyens, 70 - 78 kg | Anatoli Kolesov Union soviétique | Kiril Petkov Bulgarie                | Bertil Nyström Suède                         |
| Poids moyens,78 - 87 kg     | Branislav Simić Yougoslavie      | Jirí Kormaník Tchécoslovaquie        | Lothar Metz Équipe unifiée d'Allemagne       |
| Poids mi-lourds, 87 - 97 kg | Boyan Radev Bulgarie             | Pelle Svensson Suède                 | Heinz Kiehl Équipe unifiée d'Allemagne       |
| Poids lourds, + 97 kg       | István Kozma Hongrie             | Anatoly Roshchin Union soviétique    | Wilfried Dietrich Équipe unifiée d'Allemagne |

## Lutte libre
| Épreuves                    | Or                                   | Argent                                | Bronze                              |
| --------------------------- | ------------------------------------ | ------------------------------------- | ----------------------------------- |
| Poids mouche - 52 kg        | Yoshikatsu Yoshida Japon             | Chang Chang-sun Corée du Sud          | Said Ali Akbar Heidari Iran         |
| Poids coq, 52 - 57 kg       | Yojiro Uetake Japon                  | Hüseyin Akbaş Turquie                 | Aydyn Ibragimov Union soviétique    |
| Poids plume, 57 - 63 kg     | Osamu Watanabe Japon                 | Stancho Ivanov Bulgarie               | Nodar Khokhashvili Union soviétique |
| Poids légers, 63 - 70 kg    | Enyu Valchev Bulgarie                | Klaus Rost Équipe unifiée d'Allemagne | Iwao Horiuchi Japon                 |
| Poids mi-moyens, 70 - 78 kg | Ismail Ogan Turquie                  | Guliko Sagaradze Union soviétique     | Mohammad Ali Sanatkaran Iran        |
| Poids moyens, 78 - 87 kg    | Prodan Gardzhev Bulgarie             | Hasan Güngör Turquie                  | Daniel Brand États-Unis             |
| Poids mi-lourds, 87 - 97 kg | Alexander Medved Union soviétique    | Ahmet Ayik Turquie                    | Said Mustafov Bulgarie              |
| Poids lourds, + 97 kg       | Aleksandr Ivanitsky Union soviétique | Lyutvi Ahmedov Bulgarie               | Hamit Kaplan Turquie                |